# Kooperation Schule:Hochschule
Die Arbeitsgruppe Kooperation Schule:Hochschule (AG cosh) ist ein Zusammenschluss von Mathematik- und Physik-Lehrenden von Schulen und Hochschulen in Baden-Württemberg. Sie arbeitet an der Schnittstelle von Schule zu Hochschule und versucht, die fachlichen Probleme der Studieninteressierten in Studienfächern mit mathematischen und naturwissenschaftlichen Inhalten zu reduzieren, um den Einstieg in das Studium zu erleichtern und die Studienabbruchsquote an den Hochschulen des Landes zu senken. Obwohl auch Vernetzung über Landesgrenzen hinaus stattfindet, versteht sich die AG cosh im Kern nur für Baden-Württemberg zuständig.

## Organisationsstruktur
Teil des cosh-Netzwerkes sind Lehrende des Landes Baden-Württemberg. Die Hauptorganisation liegt bei zwei eng zusammenarbeitenden Kernteams für Mathematik bzw. Physik. Diese Kernteams sind paritätisch mit Personen von Schule und Hochschule besetzt. Unterstützt wird die Arbeitsgruppe durch eine Geschäftsstelle, die derzeit (2025) durch Personen an der Hochschule Karlsruhe und der Technischen Hochschule Ulm besetzt ist, sowie durch eine Gruppe von Lehrern am Zentrum für Schulqualität und Lehrerbildung.

## Gründung und Entwicklung bis heute
Die AG cosh wurde 2002 von Mathematik-Lehrenden der Hochschulen für angewandte Wissenschaften und der beruflichen Schulen in Baden-Württemberg gegründet. Seit 2010 sind auch Vertreter der Universitäten und der allgemeinbildenden Gymnasien des Landes sowie der Pädagogischen Hochschulen und der Dualen Hochschule beteiligt. Seit dem Jahr 2019 wurde die Arbeit auf das Fach Physik ausgeweitet.
Deutschlandweite Untersuchungen des Deutschen Zentrums für Hochschul- und Wissenschaftsforschung zum Studienabbruch belegen, dass die Abbruchquoten in natur-, wirtschafts- und ingenieurwissenschaftlichen Fächern nicht nur hoch sind, sie zeigen auch die häufigsten Abbruchgründe auf. 2017 wurde eine solche Studie nur für Baden-Württemberg durchgeführt. Die Ergebnisse entsprachen denen, die auch bundesweit gemessen wurden. Nicht selten wurden fachliche Probleme als Hauptgrund für Studienabbruch genannt, dabei insbesondere mangelnde mathematische Vorkenntnisse. Diese Probleme wurden bereits um die Jahrtausendwende durch die Pisa- und die TIMSS-Studie auf Schulseite erkannt. In der Physik kommt erschwerend hinzu, dass es Studierende gibt, die – anders als im Fach Mathematik – wenig Physikunterricht in ihrer Schulzeit hatten und somit sehr wenige Vorkenntnisse aus der Schulphysik mitbringen.
Ausgehend von den schwachen Ergebnissen der Schüler bei den genannten Studien Pisa und TIMSS sowie auf Grund persönlicher Erfahrungen der Lehrenden trafen sich 2002 Mathematiklehrkräfte beider Seiten der Schnittstelle von Schule und Hochschule zum Erfahrungsaustausch. Daraus entstand der Wunsch aller Beteiligten, diesen Austausch und die gemeinsame Arbeit an der Schnittstelle beim Übergang von der Schule zur Hochschule fortzusetzen. Seit 2002 finden deswegen jährlich Kooperationstagungen statt. In den letzten Jahren wurden an diversen Standorten zusätzliche lokale Vernetzungstreffen („cosh-vor-Ort“) durchgeführt. Während andere Austauschtreffen üblicherweise nur die Schul- oder nur die Hochschulseite betreffen, bieten die Tagungen der AG cosh die Möglichkeit, die Übergangsproblematik der Studienanfänger von beiden Seiten anzugehen.
Die AG cosh wird vom Ministerium für Kultus, Jugend und Sport Baden-Württemberg und vom Ministerium für Wissenschaft, Forschung und Kunst Baden-Württemberg auf verschiedene Art und Weise unterstützt. Insbesondere nehmen Vertreter beider Ministerien regelmäßig an den Jahrestagungen der Arbeitsgruppe teil, die in der Vergangenheit durch die Ministerien finanziert wurden. Seit 2024 finanziert das Wissenschaftsministerium die Geschäftsstelle, seit 2025 unterstützt das Kultusministerium die Arbeit der AG cosh durch Sachmittel.

## Wirken und Erfolge

### Jahrestagungen
Seit dem Auftakttreffen 2002 in Stuttgart fanden jährlich mehrtägige Kooperationstagungen zwischen Mathematik-Lehrkräften der Schulen und Hochschulen des Landes statt. Seit 2020 tagt die cosh-Gruppe Physik direkt im Anschluss. An diesen beiden Kooperationstagungen nehmen in Summe gut 100 Personen teil, unter anderem auch Vertreter der Bildungsministerien Baden-Württembergs. Auch Lehrkräfte und Experten aus anderen Bundesländern sind regelmäßig zu Gast bei den Tagungen.

### Mindestanforderungskataloge
Die Mindestanforderungskataloge Mathematik und Physik listen Kompetenzen auf, die einen guten Studieneinstieg erleichtern sollen. Das benötigte Niveau wird durch Aufgabenbeispiele erläutert. Der Begriff „Mindestanforderungen“ wurde insbesondere im Kernteam cosh Physik mehrfach diskutiert, denn er kann unbeabsichtigt abschreckend wirken. Dies ist nicht das Ziel der Kataloge, sie sollen vielmehr Lücken aufzeigen und dazu ermuntern, rechtzeitig vor Studienbeginn Grundlegendes nachzuarbeiten, z. B. durch den Besuch von Brückenkurses der Hochschulen.

#### Mindestanforderungskatalog Mathematik
Auf der Mathematik-Jahrestagung 2012 wurde der Mindestanforderungskatalog Mathematik als gemeinsames Papier von Schul- und Hochschulseite erarbeitet und beschlossen. Auf späteren Tagungen wurde er überarbeitet und liegt seit 2021 in der Version 3.0 vor. Er „beschreibt die Kenntnisse, Fertigkeiten und Kompetenzen, die Studienanfänger eines WiMINT-Studiengangs vorweisen sollten, um das Studium erfolgreich zu starten“ (aus dem Vorwort).
Der Katalog richtet sich an die Schulen, die Hochschulen, die Studienanfänger sowie die Politik. Die AG cosh ist der Meinung, alle Beteiligten müssen zusammenarbeiten, um die Übergangsproblematik in den Griff zu bekommen.
Die Stärke des Katalogs ist die Tatsache, dass sowohl Vertreter von Schul- als auch von Hochschulseite daran mitgewirkt haben. Somit stellt er den Konsens beider Seiten dar und wird nicht als Aufgabenkatalog der Hochschulen, den die Schulen zu erfüllen haben, verstanden.
Der Katalog ist über Baden-Württemberg hinaus bekannt geworden. Zum Beispiel hat das Präsidium der Deutschen Mathematiker-Vereinigung eine Stellungnahme zum Katalog veröffentlicht. In dieser Stellungnahme wird noch einmal der Vorbildcharakter für später entstandene ähnliche Kataloge anderer Bundesländer hingewiesen.

#### Mindestanforderungskatalog Physik
Nach dem Vorbild des Mindestanforderungskatalogs Mathematik wurde auch für die Physik ein Katalog in Kooperation von Lehrenden an Schulen und Hochschulen erstellt. Als Ausgangsmaterial diente dabei ein Katalog, der von Lehrenden an Hochschulen für angewandte Wissenschaften in Baden-Württemberg erstellt wurde.
Bei der Erstellung der illustrierenden Aufgaben für den Katalog wurde deutlich, dass bei Physikaufgaben oft nicht allgemein klar ist, was in den Lösungen alles berücksichtigt werden sollte. Daher wurde zu jeder Aufgabe ein Erwartungshorizont verfasst, teilweise mit weiteren Ergänzungen. In der etwa hundertseitigen Druckversion des Katalogs sind die Erwartungshorizonte nicht enthalten, wohl aber in der Online-Version auf der Webseite der AG cosh.

### Lokale Kooperationen: cosh-vor-Ort
Da die Jahrestagungen auf Grund räumlicher Beschränkungen nur einen Teil der Lehrenden des Landes erreichen können und konkrete Kooperationsangebote zwischen einer Schule und einer Hochschule eher lokal geplant werden, finden an einigen Standorten Austauschtreffen zwischen lokalen Schulen und Hochschulen statt. Diese Treffen werden im cosh-Netzwerk als cosh-vor-Ort bezeichnet. Eine weit verbreitete Kooperationsform sind sogenannte WiMINT-AGs in den Fächern Mathematik und Physik. Dies sind studentische Tutorien an Schulen zur Festigung der Kenntnisse des Mittelstufenstoffs in Mathematik sowie nötiger Grundkenntnisse in Physik. Nebenbei erhalten die Schüler einen authentischen Einblick in die Anforderungen eines Hochschulstudiums.
Die Webseite der Arbeitsgruppe zeigt eine Karte der vorhandenen Kooperationsstandorte. Im Laufe der letzten Jahre kamen hier regelmäßig Standorte dazu.

### Einfluss auf die Lehre
Die AG cosh hat sich bereits frühzeitig dafür eingesetzt, die Stundentafeln für das Fach Mathematik an den verschiedenen Typen von Berufskollegs des Landes anzugleichen. Durch diese Initiative gibt es inzwischen an allen Berufskolleg eine 6. Mathematik-Stunde.
Bereits im Jahr 2006 wurde offiziell auf die Expertise der cosh-Hochschulseite für die Bildungsplanarbeit für das Fach Mathematik zurückgegriffen, als die Bildungspläne der Berufskollegs neu gestaltet wurden. Nachdem die Meinung von Professoren der Arbeitsgruppe bei der Neugestaltung der gymnasialen Oberstufe an den beruflichen Gymnasien im Jahr 2001/2002 nur auf informeller Ebene nachgefragt wurde, wurden sie 2006 offiziell zu den Treffen der Lehrplankommissionen eingeladen. Diese Mitarbeit wurde 2006 und bei den nachfolgenden Versionen im Vorwort festgehalten. Der Mindestanforderungskatalog Mathematik wird in den Vorbemerkungen des Bildungsplans des Fachs Mathe plus explizit erwähnt. Bei der Ausgestaltung dieses Bildungsplans waren Vertreter der AG cosh ebenso eingeladen wie bei der Überarbeitung der Bildungspläne 2021 der beruflichen Gymnasien im Jahr 2018.
Die Einflussnahme auf Hochschulseite ist auf Grund der Freiheit der Lehre und mangels landesweit geltender Lehrpläne für Hochschulen schwieriger. Sowohl die Präsenzbrückenkurse vieler Hochschulen Baden-Württembergs als auch die Onlinebrückenkurse Mathematik und Physik sind an den Inhalten der Mindestanforderungskataloge ausgerichtet.
Insbesondere die Lehrenden im cosh-Netzwerk haben ihre Vorlesungen durch die Sichtbarmachung der fachlichen Problematik angepasst.